# Texas and Pacific Railway
La Texas and Pacific Railway Company (nota come T&P) fu creata con l'atto costitutivo federale nel 1871 allo scopo di costruire una ferrovia transcontinentale meridionale tra Marshall, nel Texas, e San Diego, in California.

## Storia

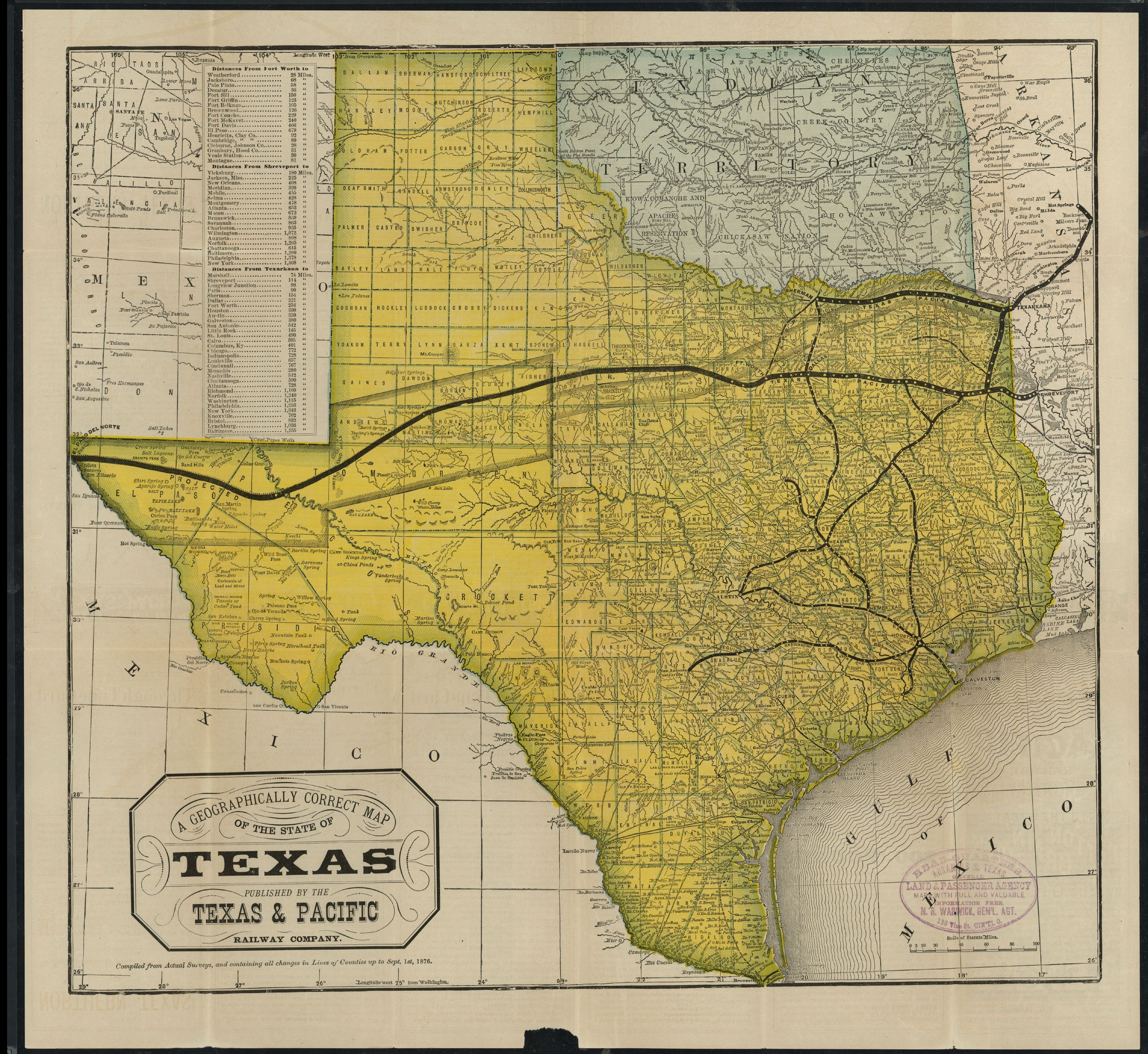
Mappa della Texas and Pacific Railway, 1878

La T&P aveva un'importante attività nel Texas già a metà degli anni 1880. Le difficoltà di costruzione ritardarono il progresso verso ovest, fino a quando il finanziere statunitense Jay Gould investì nella ferrovia nel 1879. La T&P non raggiunse mai San Diego; incontrò invece la Southern Pacific a Sierra Blanca nel 1881.
La Missouri Pacific Railroad, anch'essa controllata da Gould, affittò la T&P dal 1881 al 1885 e continuò un rapporto di cooperazione con la T&P dopo la fine del contratto di locazione. La Missouri Pacific acquisì la proprietà di maggioranza delle azioni della Texas and Pacific Railway nel 1928, ma gli fu permesso di continuare l'attività come entità separata fino alla fusione avvenuta il 15 ottobre 1976. L'8 gennaio 1980 la Missouri Pacific Railroad venne acquistata dalla Union Pacific Railroad. A causa di casi intentati da ferrovie concorrenti, la fusione non fu approvata fino al 13 settembre 1982. Tuttavia, a causa delle obbligazioni in circolazione nella Missouri Pacific, l'effettiva fusione con la Union Pacific Railroad ebbe effetto il 1º gennaio 1997.
Diversi ricordi della Texas and Pacific rimangono ancora oggi, principalmente due edifici torreggianti che aiutano a definire il lato meridionale della skyline di Fort Worth: la stazione originale e la torre dell'ufficio e un magazzino situato immediatamente a ovest. Nel 2001 le piattaforme passeggeri della stazione della T&P sono state utilizzate per la prima volta da decenni come il capolinea più occidentale del Trinity Railway Express, una linea ferroviaria pendolare che collega Fort Worth e Dallas. Il magazzino esiste ancora, ma ci sono piani per rinnovarlo. Il terminal passeggeri e gli uffici aziendali sono stati trasformati in condomini di lusso.

## Sequenza temporale
- 3 marzo 1871 - il Congresso degli Stati Uniti concede un atto costitutivo alla Texas Pacific Railroad Company
- 1871 - lo stato del Texas istituisce la società e le concede il permesso di acquistare la Southern Trans-Continental Railway Company e la Southern Pacific Railroad Company. Nota: questa è una società della Southern Pacific Railroad diversa da quella sopra citata.
- 21 marzo 1872 - viene acquistata la Southern Pacific.
- 30 marzo - viene acquistata la Southern Trans-Continental Railway Company.
- 1872 - Thomas A. Scott, presidente della Pennsylvania Railroad, diventa presidente della Texas & Pacific.
- 2 maggio 1872 - un atto del Congresso cambia il nome in Texas and Pacific Railway Company.
- 12 giugno 1873 - viene acquistata la Memphis, El Paso and Pacific Railroad Company.
- 1º luglio 1873 - apertura della prima linea ferroviaria tra Longview, Texas e Dallas, Texas.
- 28 dicembre 1873 - la linea ferroviaria da Marshall a Texarkana, in Texas, entra in servizio.
- 1881 - Abilene viene collegata alla linea.[1]
- 1925 - la Lima Locomotive Works consegna locomotive 2-10-4 alla T&P. Queste sono di tipo soprannominato "Texas" per l'occasione.
- 15 ottobre 1976 - fusione con la Missouri Pacific.